# Reprezentacja Angoli w piłce siatkowej kobiet
Reprezentacja Angoli w piłce siatkowej kobiet to narodowa reprezentacja tego kraju, reprezentująca go na arenie międzynarodowej.
Największym sukcesem reprezentantek Angoli było wywalczenie brązowego medalu Mistrzostw Afryki na turnieju w 1997 roku.

## Osiągnięcia

### Mistrzostwa Afryki
- 3. miejsce – 1997

## Udział i miejsca w imprezach

### Mistrzostwa Afryki
| Rok  | Kraj     | Miejsce      |
| ---- | -------- | ------------ |
| 1976 | Egipt    | brak udziału |
| 1985 | Tunezja  | brak udziału |
| 1987 | Maroko   | brak udziału |
| 1991 | Egipt    | brak udziału |
| 1993 | Nigeria  | brak udziału |
| 1995 | ???      | 4. miejsce   |
| 1997 | ???      | 3. miejsce   |
| 1999 | Nigeria  | brak udziału |
| 2001 | Nigeria  | brak udziału |
| 2003 | Kenia    | brak udziału |
| 2005 | Nigeria  | brak udziału |
| 2007 | Kenia    | brak udziału |
| 2009 | Algieria | brak udziału |
| 2011 | Kenia    | brak udziału |

### Igrzyska afrykańskie
| Rok  | Kraj         | Miejsce      |
| ---- | ------------ | ------------ |
| 1978 | Algier       | ?            |
| 1987 | Nairobi      | ?            |
| 1991 | Kair         | ?            |
| 1995 | Harare       | ?            |
| 1999 | Johannesburg | 8. miejsce   |
| 2003 | Abudża       | brak udziału |
| 2007 | Algier       | brak udziału |
| 2011 | Maputo       | brak udziału |